# Стэйнс, Грэм
Грэм Стюарт Стэйнс (англ. Graham Staines, 1941—1999) — сожжённый заживо радикальными индуистами-экстремистами христианский миссионер.

## Биография
Грэм был потомственным миссионером. Приехал в Индию в 1965 году, работал с прокажёнными и жителями отдалённых, изолированных деревень в джунглях. Женился также в Индии.
Погиб 22 или 23 января 1999 года вместе с двумя малолетними детьми — активисты радикального индуизма сожгли их заживо в фургоне, где семья спала, причём толпа препятствовала попыткам спасения. Смерть Стэйнса вызвала всплеск интереса национальных (настроенных отнюдь не однозначно) и мировых СМИ к положению христиан в Индии. К тому же она произошла сразу после «рекордного» с точки зрения количества нападений на христианские миссии 1998 года и непосредственно перед приездом в Индию папы римского, к которому индуисты-экстремисты приурочили кампанию протестов. Дело о гибели Стэйнса рассматривалось Верховным судом этой страны. Аресты причастных к убийству продолжались даже через 14 лет после его совершения. Организатора нападения и индуистского активиста Сингха суд в итоге приговорил к смертной казни, которая затем была заменена на пожизненное заключение.

## Глэдис Стэйнс
Вдова Стэйнса Глэдис (р. 1951, подробнее см. en:Gladys Staines) заявила о прощении убийц своего мужа и своих детей и продолжила просветительскую деятельность, включая заботу о пациентах лепрозориев, в Индии, которую вела вплоть до возвращения в Австралию в 2004 году. В 2005 она получила за неё четвёртую по значимости индийскую награду Падма Шри, а в 2016 — награду Матери Терезы.